# Silviu Dehelean
Silviu Dehelean (n. 4 decembrie 1979, Oradea, România) este un politician român, vicepreședinte în Comisia juridică, de disciplină și imunități din Camera Deputaților și membru în Biroul Național al Uniunea Salvați România. De profesie notar și deputat în Parlamentul României la al doilea mandat.  